# Bahnstrecke Saint-Maurice–Wesserling
|  | Dieser Artikel wurde aufgrund von akuten inhaltlichen oder formalen Mängeln auf der Qualitätssicherungsseite des Portals Bahn eingetragen. Bitte hilf mit, die Mängel dieses Artikels zu beseitigen, und beteilige dich bitte an der Diskussion. Artikel, die nicht signifikant verbessert werden, können gelöscht werden. |

| Geplante Streckenführung |                      |                                        |                                        |
| Streckennummer (SNCF): | 128 000              |                                        |                                        |
| Streckenlänge: | 13,7 km              |                                        |                                        |
| Spurweite: | 1435 mm (Normalspur) |                                        |                                        |
| |                      |                                        |                                        |
| \| \| \| von Lutterbach \| \| \| \| 27,239 \| Wesserling \| 439 m \| \| \| 28,4310,000 \| Fellering \| 446 m \| \| \| \| nach Kruth \| \| \| \| \| Tunnel de Bussang auch: Tunnel d’Urbès \| \| \| \| ~13,5 \| N 66 \| N 66 \| \| \| ~13,6 \| Mosel (24 m) \| Mosel (24 m) \| \| \| 56,2~13,7 \| von Bussang \| von Bussang \| \| \| 55,6 \| Saint-Maurice (Ballon d’Alsace) \| 549 m \| \| \| \| nach Épinal \| \| |                      |                                        |                                        |
| |                      | von Lutterbach                         |                                        |
| Bahnhof | 27,239               | Wesserling                             | 439 m                                  |
| Bahnhof | 28,4310,000          | Fellering                              | 446 m                                  |
| Abzweig ehemals geradeaus und nach rechts |                      | nach Kruth                             | nach Kruth                             |
| Tunnel (Strecke außer Betrieb) |                      | Tunnel de Bussang auch: Tunnel d’Urbès | Tunnel de Bussang auch: Tunnel d’Urbès |
| Strecke mit Straßenbrücke (Strecke außer Betrieb) | ~13,5                | N 66                                   | N 66                                   |
| Brücke über Wasserlauf (Strecke außer Betrieb) | ~13,6                | Mosel (24 m)                           | Mosel (24 m)                           |
| Abzweig geradeaus und von rechts (Strecke außer Betrieb) | 56,2~13,7            | von Bussang                            | von Bussang                            |
| Bahnhof (Strecke außer Betrieb) | 55,6                 | Saint-Maurice (Ballon d’Alsace)        | 549 m                                  |
| |                      | nach Épinal                            |                                        |

Die Bahnstrecke Saint-Maurice–Wesserling ist eine nie fertiggestellte Eisenbahnstrecke, die Saint-Maurice-sur-Moselle mit Fellering in der Region Grand Est in Frankreich verbinden sollte. Die Linie wäre 13,7 km lang geworden und hätte die Liniennummer 128 000 bekommen. Sie hätte die Strecke von Épinal nach Bussang mit jener von Lutterbach nach Kruth verbunden.

## Geschichte
Am 11. Juli 1870 wurde von der Compagnie des chemins de fer de l’Est der Beschluss gefasst, eine Direktverbindung zwischen Nancy, Épinal und Mülhausen zu errichten. Nur eine Woche später, am 19. Juli 1870, brach der Deutsch-Französische Krieg aus und das Elsass wurde deutsches Staatsgebiet, womit der Bau auf unbestimmte Zeit verschoben wurde. Nach Ende des Ersten Weltkriegs, in dessen Verlauf das Elsass wieder Teil Frankreichs wurde, wurde 1932 schließlich mit dem Bau begonnen. Aufgrund fehlender finanzieller Mittel und einer veränderten politischen Lage wurde der Bau 1935 unterbrochen. Auf der Seite von Urbès waren jedoch einige Ingenieursbauwerke und bereits 4060 m des geplanten 8287 m langen Tunnels gegraben. Die auffälligsten errichteten Konstruktionen sind ein Viadukt mit drei Bögen. Darüber hinaus sind einige kleinere Überführungen im Einsatz, da ein Teil der geplanten Trasse als Wege für die Landwirtschaft genutzt werden. In Saint-Maurice-sur-Moselle führt die Rue d’Alsace (Nationalstraße N 66) mit einer kleinen Brücke über die projektierte Trasse.
Im Zweiten Weltkrieg diente der Tunnel als Baustelle für den Bau von V1- und V2-Waffen. Nach dem Krieg hatte die Bedeutung der Fertigstellung des Tunnels sowie die der Eisenbahn abgenommen, viele kleine (und unrentable) Eisenbahnstrecken wurden daher in dieser Zeit geschlossen und der Bau nicht weiterverfolgt.

## Besonderheiten
Die ersten Meter des Tunnels sind gesichert, aber für die Öffentlichkeit zugänglich. In der Fortsetzung des Tunnels wurde eine Wasserreserve zur Versorgung von Urbès geschaffen. Mehrmals jährlich ist er für die Öffentlichkeit zugänglich, zeitweilig wird dort auch Kunst ausgestellt.

## Bilder

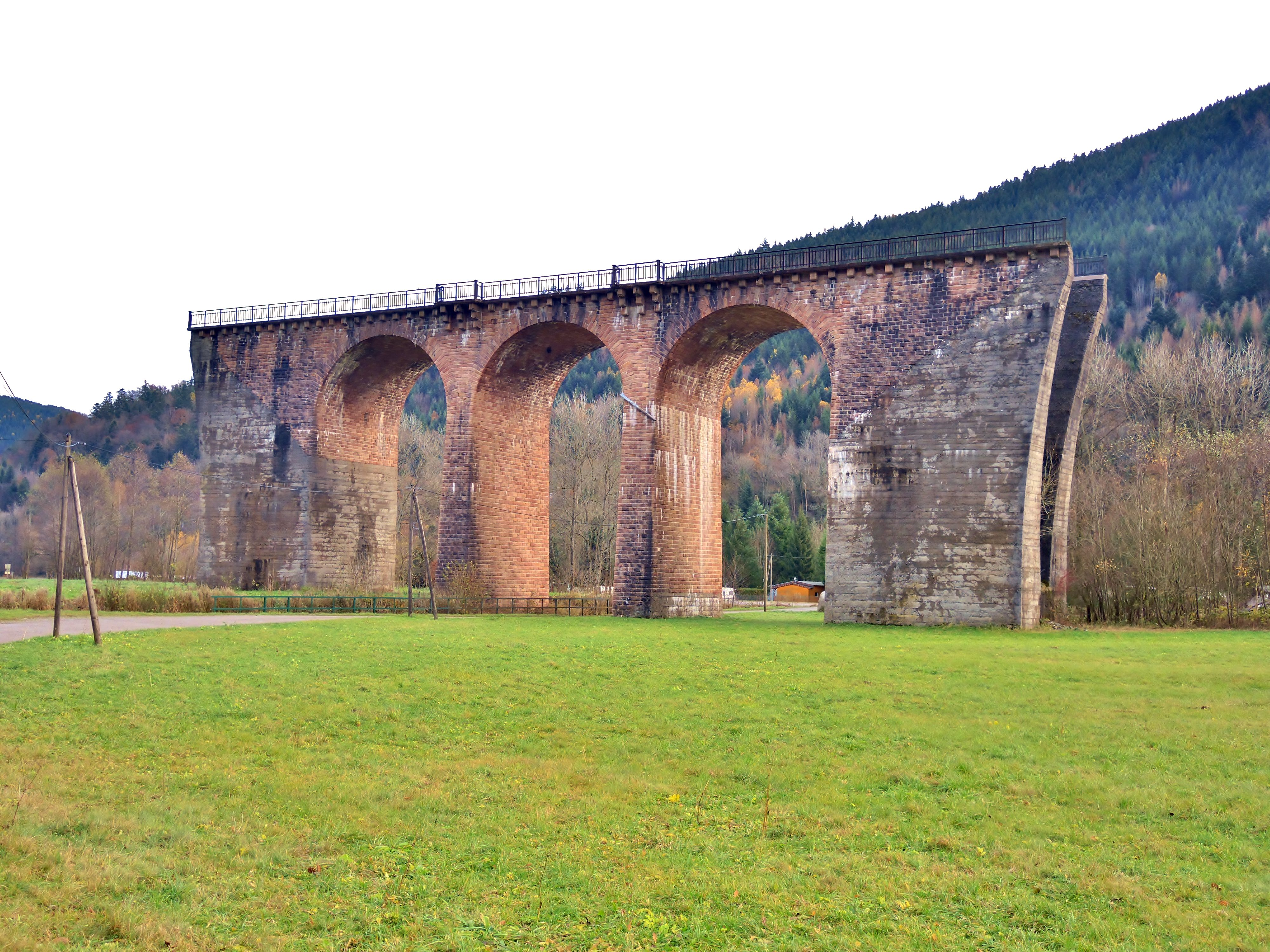
Unbenutztes Viadukt in der Nähe von Urbès
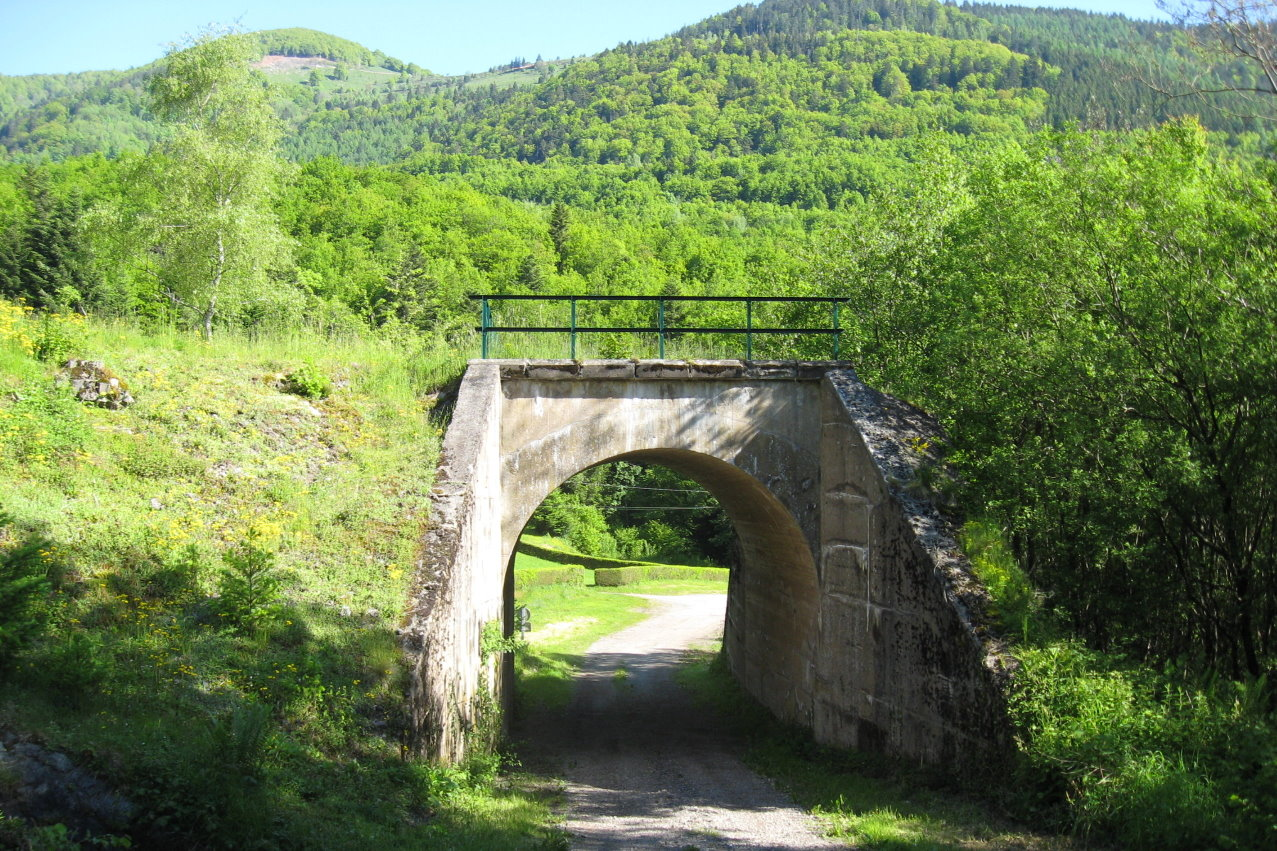
Unterführung in Urbès
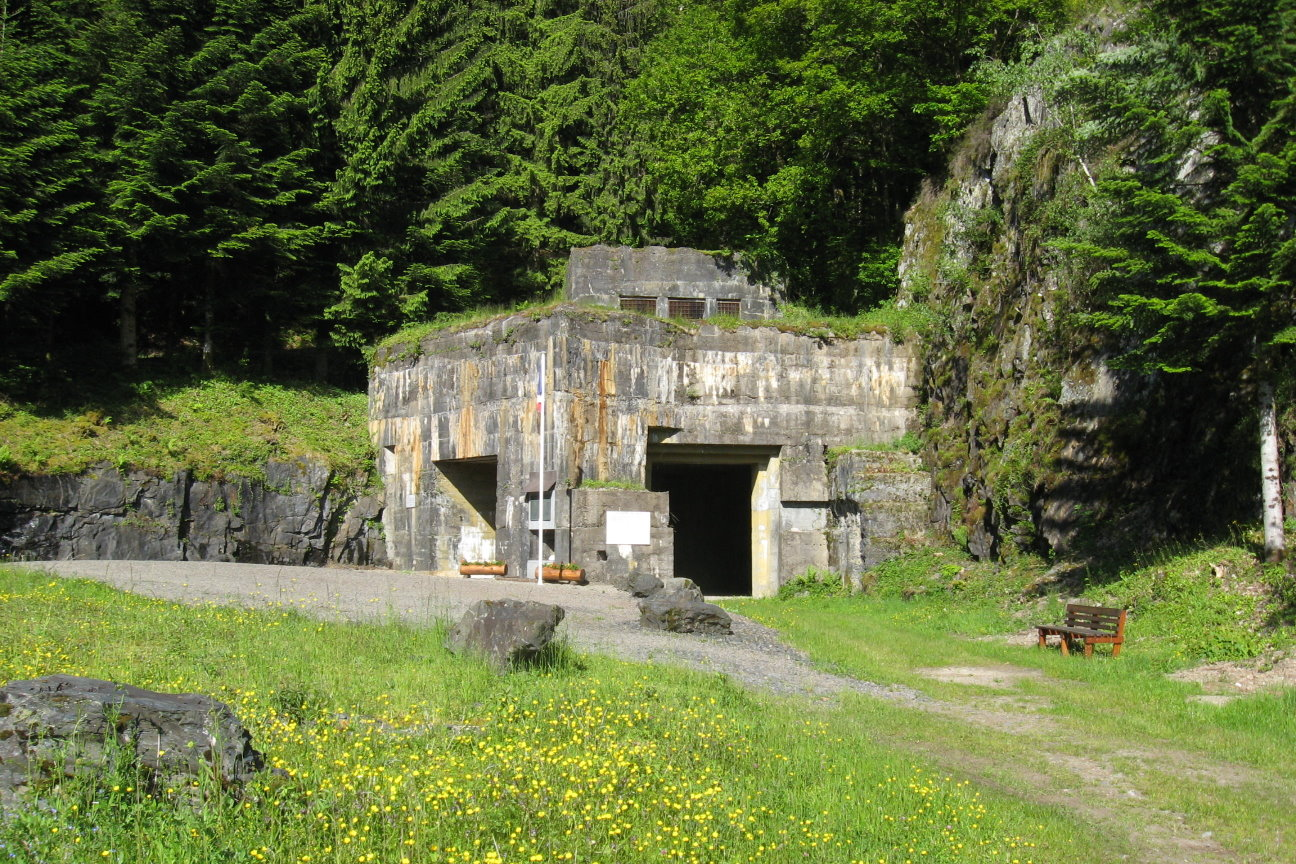
Verschlossener Tunneleingang
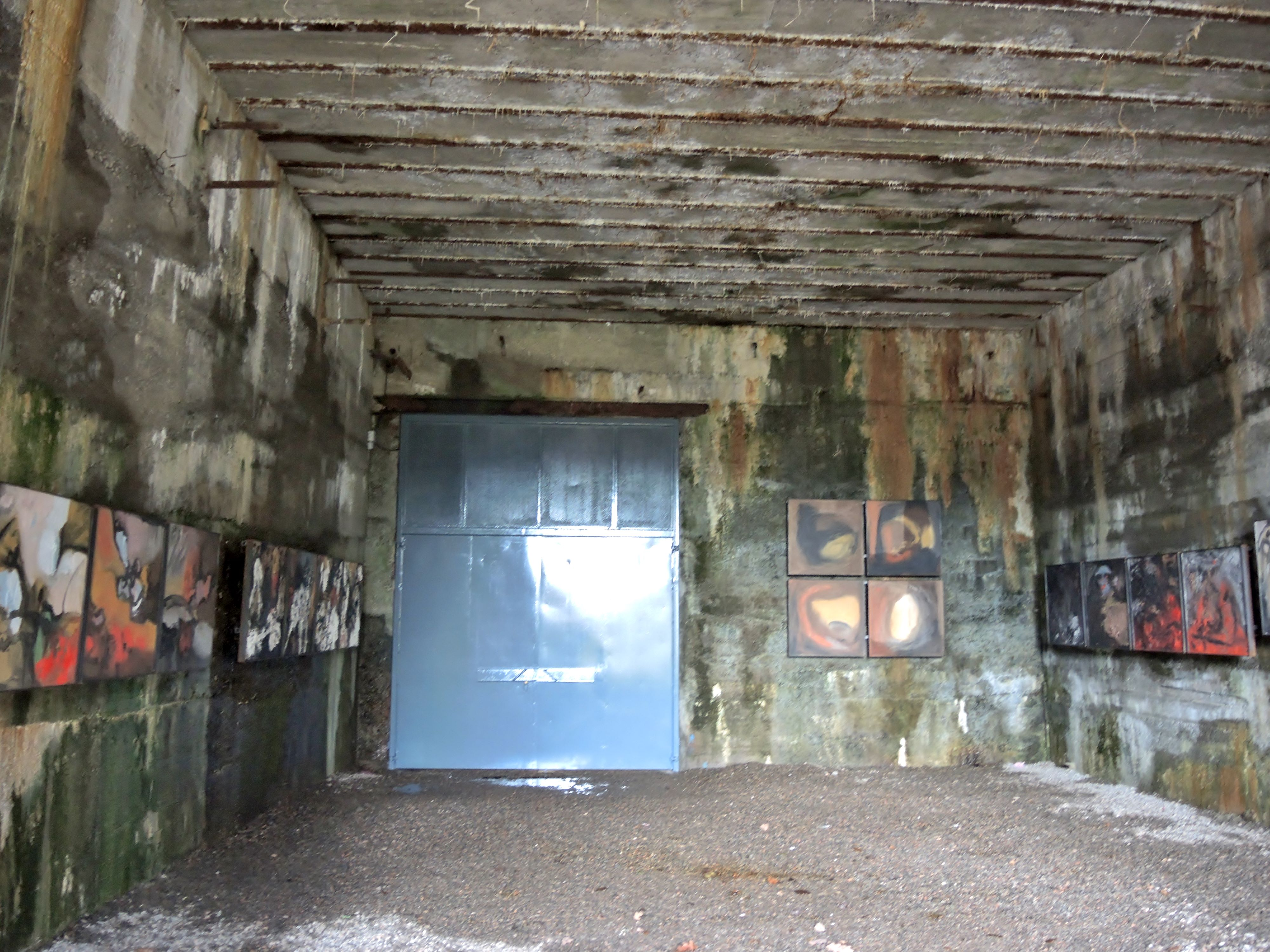
Innerer Teil des Tunneleingangs mit Ausstellung